# 兵庫県立浜坂高等学校
兵庫県立浜坂高等学校（ひょうごけんりつ はまさかこうとうがっこう）は、兵庫県美方郡新温泉町にある公立高等学校。

## 沿革
- 1948年（昭和23年）10月1日 - 定時制高校として開校。本校（中心校）を浜坂町に設置。温泉町に温泉分校、射添村に射添分校、小代村に小代分校を設置[1]。
- 1951年4月1日 - 全日制高等学校設置（普通科・家庭科の2学科）・定時制課程を併置[1]。
- 1959年10月10日 - 射添分校、小代分校を統合し、美方分校と改称。射添分教室設置[1]。
- 1960年4月1日 - 家庭科の募集を廃止[1]。
- 1963年3月31日 - 美方分校射添分教室を廃止[1]。
- 1965年4月1日 - 商業科を設置[1]。
- 1975年4月1日 - 美方分校を廃止[1]。
- 1978年4月1日 - 温泉分校が兵庫県立温泉高等学校として分離独立[1]。
- 1982年4月1日 - 商業科の募集を廃止[1]。
- 2001年4月1日 - 兵庫県立温泉高等学校が兵庫県立浜坂高等学校温泉校となる[1]。
- 2007年3月31日 - 温泉校を閉校[1]。

## 設置学科
- 普通科
  - 総合クラスと特進クラスに分け、それぞれの進路目標に沿った教育課程で学習する。総合クラスは主に就職希望者、専門学校、短期大学の進学希望者、特進クラスは主に4年制大学への進学希望者が選択する。
  - 特進クラス内にグローカルキャリア類型を設ける。この類型では、多くの国公立大学と連携し、様々な体験型学習を通じて、真の学力を身につけることを目指す。文系・理系を問わず、今後新しくなる大学入試制度（特に国公立大学）に対応する。この類型への入学希望者に向け、特色選抜入試を2016年度より実施している。

## 進学連携校方式
第5学区の進学連携校方式により、浜坂、夢が丘の両校が連携中学校とされ、普通科一般入試では両校以外からの合格者数は募集定員の18%以内に限られる。

## 部活動
- 運動部 - 野球、サッカー、陸上、卓球、バスケットボール、バレー、ソフトテニス、柔道
- 文化部 - 吹奏楽、茶華道、美術、書道、写真、家政、ESS、囲碁将棋、ボランティア、ギター、麒麟獅子舞

女子バレー部と陸上部は、近畿大会出場を果たしている。

## 出身者
- 檀れい - 元宝塚歌劇団月組、星組トップ娘役。現在女優
- kanoco - モデル
- 馬場大拓 - バレーボール指導者、PFUブルーキャッツ石川かほく監督